# 4620 Bickley
4620 Bickley је астероид главног астероидног појаса са средњом удаљеношћу од Сунца која износи 2,298 астрономских јединица (АЈ).
Апсолутна магнитуда астероида је 13,9.